# Alkmonton
Alkmonton est une paroisse civile et un village du Derbyshire, en Angleterre.